# Skálafjørður
Het Skálafjørður is een fjord in het eiland Eysturoy behorende tot de Faeröer. Het fjord is ongeveer 14 kilometer lang en is daarmee het langste fjord van de Faeröer. Aan de oostoever van het fjord liggen van zuid naar noord de volgende plaatsen: Nes, Toftir, Saltnes, Runavík, Saltangará, Glyvrar, Lambareiði, Søldarfjørður, Skipanes, Gøtueiði en Skálabotnur. Aan de westoever liggen een stuk minder plaatsen, van zuid naar noord zijn dat Skáli, Innan Glyvur en Strendur.